# Super 6
Los Súper 6 fue una serie de dibujos animados producido por DePatie-Freleng Enterprises en 1966, televisado en Latinoamérica en la década de 1970. Un grupo de superhéroes eran enviados por un despachador. Cada programa consistía en segmentos de 5 a 6 minutos, siendo el primero de Super Bwoing, luego alguno de los otros cinco personajers y el último de un individuo no relacionado con los demás llamado "Hermanos Matzoriley". Todos los héroes (con excepción del "Hombre de Granito") aguardaban sentados en una sala de espera, listos para atender los llamados de auxilio. En ocasiones se presentaban antiguos Superhéroes que al parecer habían también trabajado ahí.

## Los Súper 6
Los Súper 6 eran:
- Súper Bwoing: Un chico débil y eclenque que llevaba un casco rojo alado (a la manera del dios romano Mercurio y lanzaba un rayo láser con sus ojos. Volaba trepado en una guitarra usando las cuerda como riendas de un caballo. La guitarra tenía un indicador luminoso que le avisaba que se presentara al cuartel. Su grito de guerra era "ZIP, ZAM, ZOWIE y SWOOSH". Por su torpeza sólo era llamado como último recurso cuando los demás héroes andaban ocupados o de vacaciones.

- Hombre de Granito: De roca de granito y gran fuerza. Cuando no trabajaba pasaba el tiempo como estatua en un parque local. Su ayudante y mensajero la paloma "Percival", quien lo despertaba para acudir a su misión.

- Hombre Magneto: Rubio, de poca inteligencia, con un traje rojo con el dibujo de un imán de herradura en el pecho a manera de escudo, su fuerza era el magnetismo. Tenía un ayudante llamado "Cal". Ambos provenían de Londres.

- Hombre Elevator: El de más baja estatura, con un traje estilo safari y un gran cinturón. su única maravilla era cambiar de tamaño al presionar uno de dos botones para ser tan grande como un elefante o pequeño como un insecto.

- Super Escafandra: Habitaba en el océano y vestía un traje de buzo. Tenía una ayudante llamada "Burbuja" que era una sirena.

- Capitán Whammo/Zammo: Vestía lentes osuros, zapatos de tacón alto, uniforme y gorra militares, aunque su gorra parecía más bien un sombrero de bruja. Podía volar, era muy poderoso y a veces viajaba por el tiempo. Es el que menos aparecía en el programa.

## Capitán Whammo o Capitán Zammo
Según Friz Freeling, el nombre del personaje se debió a que Wham-O, creadores de juguetes, lo acusaron de plagio de nombre, por lo que se prefirió "Zammo" en vez de "Whammo".

## Los hermanos Matzoriley
En realidad eran unos trillizos siameses (dos piernas, dos brazos, un torso y tres cabezas). Cada uno tenía una distinta personalidad (un rufián irlandés, un judío-americano miedoso y un sabio chino). Se cree que era una parodia a los inimigrantes de dichas culturas antes mencionadas.
- Datos: Q3283846